# داوید خان
داوید خان یا داوود خان (۱۷۹۵–۱۸۵۱) یک مقام دولتی انگلیسی، منصوب قاجار و پزشک ارشد شاه ایران بود.

## زندگی‌نامه
داوید خان در سال ۱۷۹۵ میلادی در شیراز زاده شد. او بیش از بیست سال در خدمات دیپلماتیک دولت انگلیس در سراسر آسیا فعالیت داشت. او سپس به ایران بازگشت و به عنوان مقام دولتی قاجار و پزشک ارشد شاه فعالیت کرد.

## خاندان
داوید خان از اعضای خاندان داویدخانیان بود. مگردیچ خان داویدخانیان و مارکار خان داویدخانیان از دیگر اعضای این خاندان بودند.